# Alexia Richard
Alexia Richard (La Teste-de-Buch, 3 de abril de 1996) é ex-voleibolista indoor e atualmente jogadora de vôlei de praia francesa.

## Carreira
Mestra em comunicação e marketing, desce muito cedo,  era uma entusiasta da prática esportiva e chegou a praticar futebol, depois tênis, antes de se dedicar ao voleibol, e ao ingressar no Pôle Espoir de Boulouris, evoluiu na posição de central e depois migrou em definitivo para o vôlei de praia.Em 2013, estreou no evento zonal europeu ao lado de Lou van Noort, no ano seguinte, forma dupla com Manon Rebuffel e terminam em terceiro no circuito francês na etapa da Ilha de Ré e o vice-campeonato na etapa de Le Touquet , e competiram no Mundial Sub-19  de 2014 em Porto esteve ao lado de Lézana Placette e no mesmo ano, esteve com Margaux Carrère no circuito WEVZA.
Com Lézana Placette conquistou o terceiro lugar na etapa de Orleans  e o vice-campeonato na etapa de Saint-Quay-Portrieux do circuito francês em 2015, ainda terminaram na sexta posição no Campeonato Europeu Sub-20 em Lárnaca; na jornada seguinte, esteve compondo dupla com Lézana Placette no Mundial Sub-21 de 2016 em Lucerna e competiram no Campeonato Mundial Universitário de Vôlei de Praia de 2016 em Pärnu e foram semifinalistas no Campeonato Europeu Sub-22 em Salonica.
Ainda em 2017, formou dupla com Margaux Carrère na estréia do circuito mundial no torneio uma estrela em Mônaco. Em 2018, retomou a dupla com Lézana Placette e na sequência Alexandra Jupiter, competiram no circuito mundial no torneio cinco estrelas em Fort Lauderdale, finalizou a temporada com Lézana Placette e no período de 2019, iniciaram juntas e terminaram na nona posição no Campeonato Europeu de Voleibol de Praia em Moscou. Na temporada de 2020, permaneceu com Lézana Placette, disputando o Campeonato Europeu em Jūrmala, no ano de 2021, começaram juntas conquistaram o título na etapa de Arles no circuito francês, e terminaram com vice-campeonato na Continental Cup de Madrid e em nono na Continental Cupl (Final), também disputaram  Camepoanto Europeu de 2021 em Viena;  estiveram juntas na jornada de 2022, terminaram com o vice-campeonato no circuito francês em Saint-Laurent-du-Var,   quinto lugar no Challenge de Espinho, e na disputa do Campeonato Mundial em Roma e também do Campeonato Europeu dem Munique, foram semifinalistas no evento Elite 16 na Cidade do Cabo.
Em 2023, com Lézana Placette, terminaram em quinto nas etapas do Challenge de La Paz (Baja California Sur) e Espinho, disputaram o Campeonato Europeu em Viena e qualificaram-se para a disputa do Campeonato Mundial em  Tlaxcala de Xicohténcatl, Apizaco e Huamantla.

## Títulos e resultados
- Elite 16 de Cidade do Cabo do Circuito Mundial de Vôlei de Praia de 2022
- King of the Court de 2022
- Campeonato Europeu Sub-22 de 2016
- Campeonato Francês de 2021
- Campeonato Francês de 2020
- Campeonato Francês de 2015
- Campeonato Francês de 2019
- Campeonato Francês de 2018
- Campeonato Francês de 2017